# أنور ستيوارت
أنور ستيوارت (بالإنجليزية: Anwar Stewart)‏ هو لاعب كرة قدم أمريكية ولاعب كرة القدم الكندية أمريكي، ولد في 9 فبراير 1976 في بنما سيتي في الولايات المتحدة.

## وصلات خارجية
- أنور ستيوارت على موقع JustSportsStats.com (الإنجليزية)